# Gregorio López (militar)
Gregorio López (1857, Buenos Aires – 1 de enero de 1927, Buenos Aires) fue un militar argentino. Fue el quinto Gobernador del Territorio Nacional del Chaco, desde la Organización de los Territorios Nacionales de 1884(Ley 1532), entre el 6 de junio de 1905 al 20 de junio de 1911(1 período). Luego fue gobernador del Territorio Nacional de Misiones desde 1911 hasta 1916.

## Biografía

### Primeros años y carrera militar
Gregorio López había nacido en el año 1857 en la ciudad de Buenos Aires, capital del secesionado Estado homónimo. Luego de consolidarse su nación en 1861.
Siendo muy joven, hacia 1873 se unió al Ejército Argentino, en donde desarrolló una importante carrera militar, llegando al grado de Coronel.
Pertenecía al Arma de Caballería recibiendo los despachos de Subteniente en el Regimiento N.º 4. Dos años después fue promovido a teniente, y el 1 de abril de 1880 a ayudante, pasando a ser capitán el 9 de julio de 1884 en el Regimiento N°6. En 1886 ascendió a mayor y en 1890 a teniente coronel. Fue expedicionario al Desierto (1876-1879) y al Chaco (1884) obteniendo sendas condecoraciones al Mérito Militar. En noviembre de 1895 comandó el Regimiento N.º 5 en su viaje a Salta, siendo luego jefe de Estado Mayor de la Brigada de Caballería en la Provincia de Salta. Pasó después a las fronteras del Chaco, y en 1896 ocupó el mismo cargo en la División Norte.
Prestó servicios como militar durante algunos años en la gobernación del Chaco, lo que le permitió tener un profundo conocimiento de toda la región.
Fue Vocal del Consejo de Guerra Permanente y Jefe del Regimiento N.º 8. Fue Jefe de la 3.ª. Brigada de la 1.ª Región hasta el 15 de diciembre de 1905 en que solicitó y obtuvo su retiro.

### Gobernador del Territorio Nacional del Chaco
En 1908 propuso la creación del segundo juzgado letrado para estimular la acción judicial, ya que hasta ese momento solo había un juez letrado, y el resto de la justicia se definía con Juzgados de Paz, que eran elegidos por elecciones. Habilitó los juzgados de paz en Margarita Belen, Palometa, Tirol y Colonia Pastoril.
Otorgó la autarquía municipal a Resistencia, Las Palmas y La Sabana, estas últimas en 1906.
Realizó una gran cantidad de obras en Resistencia, como redes de alumbrado eléctrico, construcción de dependencias municipales, refacción de puentes en el camino a Puerto Tirol y los caminos de acceso de la ciudad. También encargo la construcción de alcantarillas, y mejoró las calles circundantes a la Plaza Central.
Por otra parte, obtuvo la construcción de un anexo en la cárcel, y la iniciación de los trabajos de la nueva línea ferroviaria de Barranqueras a Metán (Salta). Para fines de 1909 ya existían 50 kilómetros desde el punto de arranque, y además obras preliminares de otros 90 kilómetros.
Ordenó la construcción del camino de Resistencia a Barranqueras, y aumento a 29 la cantidad de escuelas, albergando 2674 alumnos.
Ordenó la elevación de la categoría de la sucursal del Banco Nación, que funcionaba dese 1905, para promocionar las fuentes de riquezas. Por su gestión, también facilitó la instalación de sucursales del Banco de Italia y Río de la Plata.
Favoreció, tanto como sus funciones le permitieron, a distintas Sociedades Anónimas en pos de promocionar la industria y el comercio. Entre ellas se encontraban La Forestal, Las Palmas del Chaco Austral, Compañía Ganadera Forestal de Resistencia y Quebrachales Fusionados.
En pos de la colonización, creó la Colonia Pastoril, factor que más contribuyó al desenvolvimiento de la ganadería del territorio, contribuyendo a la valorización de la tierra.
En esta línea, presto atención al cultivo del algodón, con estímulo al colono, a fin de conseguir aumente la extensión de sementeras.
En su gobierno, aparecieron varios órganos periodísticos: "El Colono", "El Chaco" y "El Industrial" todos semanarios; y "La Voz de La Sabana" editado quincenalmente.

### Gobernador del Territorio Nacional de Misiones
Fue nombrado Gobernador el día 14 de julio de 1911 del entonces Territorio Nacional de Misiones, siendo reelecto en 1914, cargo que ocupó hasta el 30 de noviembre de 1916 luego de presentar su renuncia.
Durante su gestión hubo una importante reforma en la policía misionera. Además realizó obras relacionadas con la comunicación, como ser puentes, caminos, ferrocarriles y telégrafos.
Casó con Mercedes del Pino.
Sus restos fueron inhumados el 2 de enero de 1927 en el Cementerio del Oeste